# Bhuban
Bhuban són unes muntanyes situades al sud del districte de Cachar a Assam, Índia.
Estan regades pels rius Barak i Sonai. L'altura varia entre 300 i 950 metres. A la cim principal reputada com una de les antigues residències de Xiva, s'hi fa una peregrinació anual.